# Thalloptera labida
Thalloptera labida är en tvåvingeart som först beskrevs av Ronald Henry Lambert Disney 1989.  Thalloptera labida ingår i släktet Thalloptera och familjen puckelflugor.
Artens utbredningsområde är Guatemala. Inga underarter finns listade i Catalogue of Life.